# Transamerica Pyramid
Die Transamerica Pyramid ist ein Wahrzeichen von San Francisco. Mit 260 Metern Höhe und 48 Stockwerken mit Verkaufs- und Büroräumen war sie bis zur Fertigstellung des Salesforce Towers im Jahr 2018 das höchste Gebäude San Franciscos. Die Bauarbeiten an dem Gebäude begannen 1969 und wurden 1972 beendet. Das Hochhaus diente lange Zeit als Hauptsitz der Transamerica Corporation, die den Bau in Auftrag gab. Der Architekt des Gebäudes ist William Pereira. Außer der Lobby im Erdgeschoss ist das Gebäude für die Öffentlichkeit nicht zugänglich.

## Beschreibung
Das Gebäude hat die Form einer spitzen Pyramide mit zwei aufgesetzten flügelartigen Bauelementen, die das Gebäude gegen Erdbeben stabilisieren sollen. Der „Ostflügel“ enthält einen Aufzugsschacht, während im westlichen „Flügel“ ein Treppenhaus untergebracht ist. An der 64,6 m hohen Spitze des Gebäudes sind vier Kameras installiert, die in die vier Himmelsrichtungen filmen. Im Eingangsbereich des Gebäudes können diese Bilder auf Monitoren 24 Stunden am Tag beobachtet werden.
Von 1972 bis 1974 war die Transamerica Pyramid der höchste Wolkenkratzer westlich des Mississippi, wurde jedoch schließlich vom Aon Center in Los Angeles übertroffen.
Ab 1999 war die Transamerica Pyramid Eigentum des niederländischen Versicherungskonzerns AEGON, der zu diesem Zeitpunkt die Transamerica Corporation übernahm. 2020 verkaufte AEGON das Gebäude an den Immobilienentwickler SHVO.

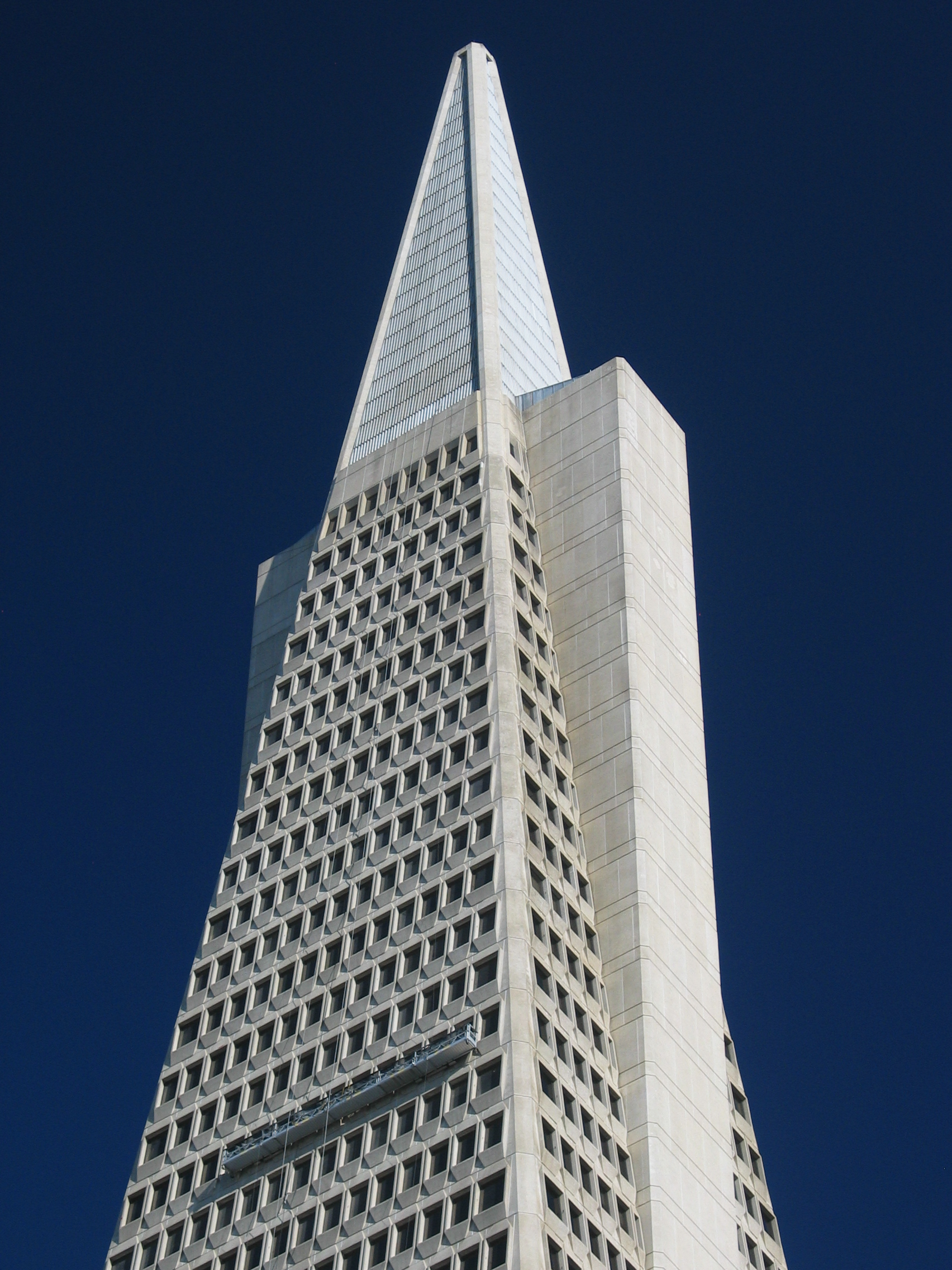
Aluminiumverkleidete Spitze der Transamerica Pyramid
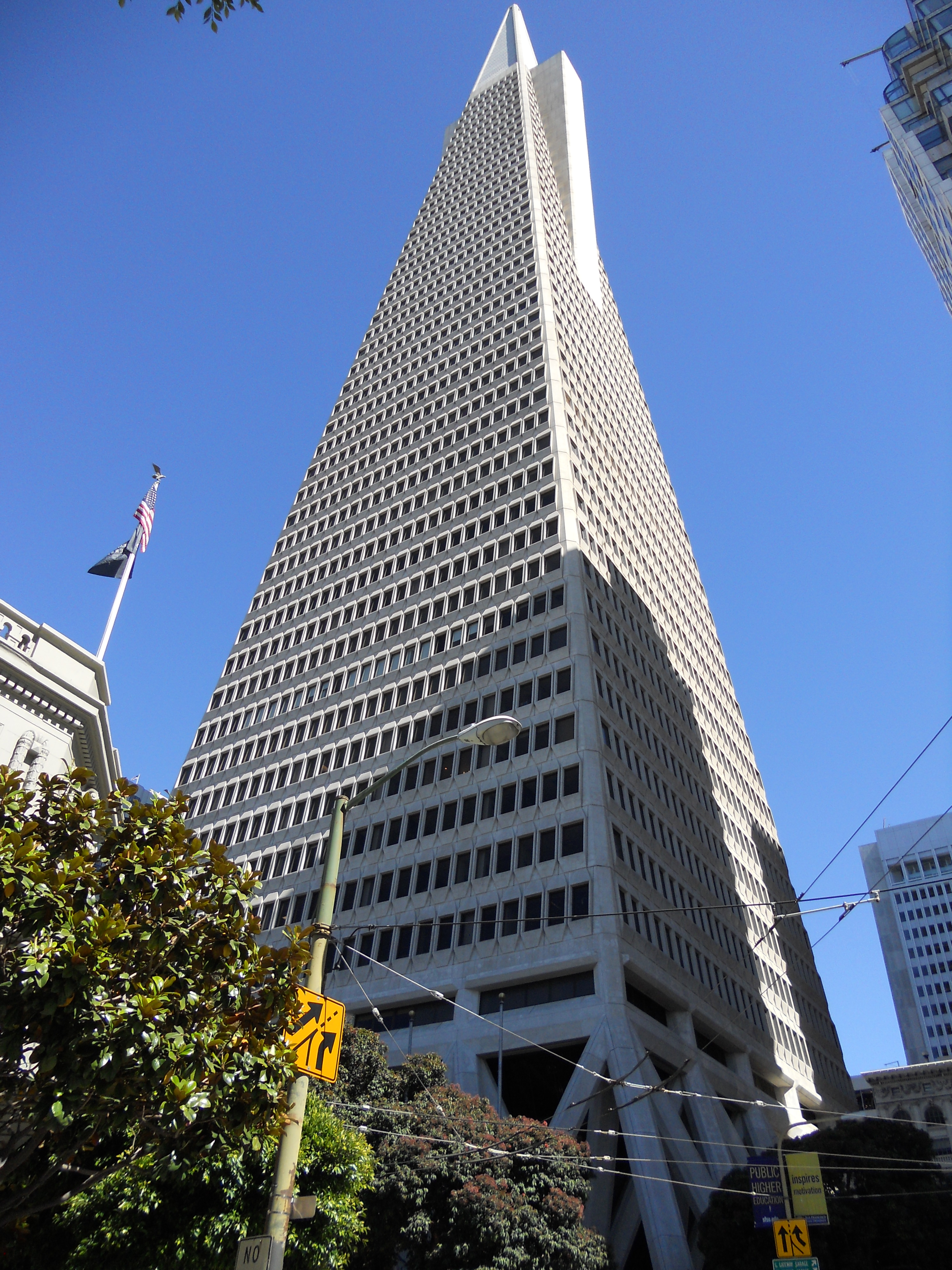
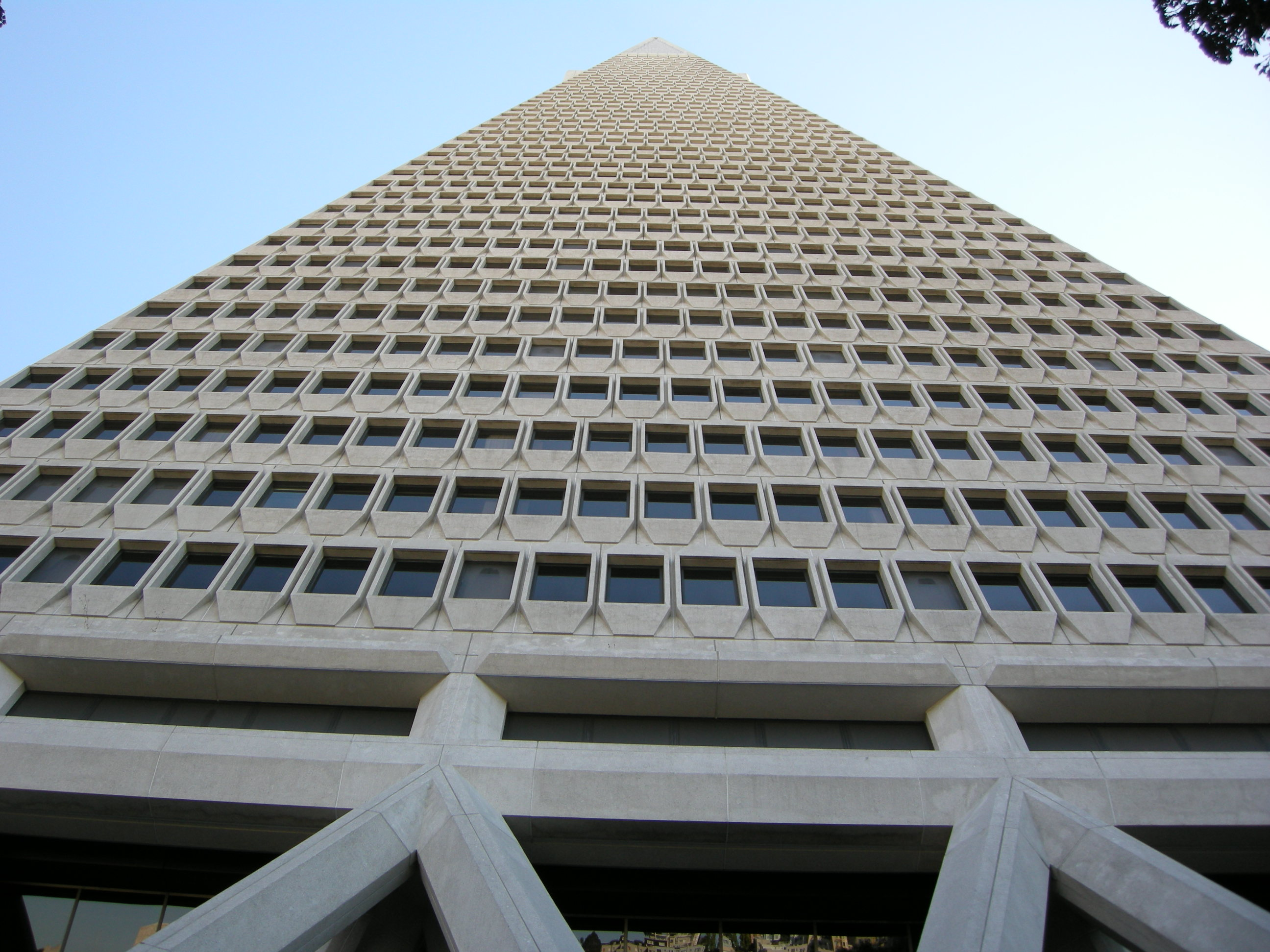